# Худяков, Алексей Дмитриевич
Алексей Дмитриевич Худяков (род. 31 марта 1995) — российский легкоатлет, специализирующийся в метании диска. Многократный чемпион России, чемпион Игр БРИКС 2024 года. Мастер спорта России международного класса.

## Биография
Худяков родился 31 марта 1995 года в городе Похвистнево Самарской области. В детские годы занимался футболом, становился чемпионом области в своей возрастной группе. Позже перешёл в лёгкую атлетику. Для улучшения результатов переехал в Бугуруслан Оренбургской области, а затем перебрался в Москву.
С 2011 года выступал на юниорском уровне. В 2015 году на чемпионате России Алексей отправил диск на 58 метров и 37 сантиметров, выиграл бронзовую медаль. Через два года, показав результат 63 метра 13 сантиметров, впервые стал чемпионом России. В 2017 году получил звание «Мастер спорта России международного класса».
В 2019 году принял участие в чемпионате мира, который проходил в Катаре. На турнире не смог преодолеть квалификацию. В этом же году на Всемирных военных играх в Китае Алексей выиграл серебряную медаль.
В 2020, 2021, 2023 и 2024 годах вновь становился чемпионом России в метании диска.
В 2024 году на Играх БРИКС в Казани с результатом 62,08 метра завоевал золотую медаль.
В 2025 году принимал участие в телешоу "Титаны", выбыл в 11-м выпуске. 